# Чечено-Ингушский научно-исследовательский институт истории, языка и литературы
Чечено-Ингушский (Чеченский, Грозненский) научно-исследовательский институт истории, языка и литературы (ЧИНИИИЯЛ, ЧНИИИЯЛ) — советская и российская научная организация, действовавшая в Грозном в 1931—1995 годах.

## История
Начало строительству института было положено летом 1930 года.
По докладу тов. Мамаева президиум Крайисполкома одобрил проект о создании Чеченского научно-исследовательского института в гор. Грозном. Крайисполком также поддерживает ходатайство Чеченского облисполкома перед Наркомпросом об ассигновании 400 000 рублей на постройку здания института и оплату его работников.
Институт был создан в 1931 году по инициативе чеченского учёного, писателя, общественного и государственного деятеля Халида Дудаевича Ошаева. Он же стал первым руководителем института. По другим данным, директором института был назначен М. А. Мамакаев.
После объединения Чечни и Ингушетии в 1934 году институт был объединён с Ингушским научно-исследовательским институтом краеведения и получил название Чечено-Ингушский научно-исследовательский институт истории, языка и литературы (ЧИНИИИЯЛ).
В 1944 году в связи с депортацией чеченцев и ингушей ЧНИИИЯЛ прекратил своё существование. В 1957 году, после восстановления Чечено-Ингушской АССР, ЧНИИИЯЛ был восстановлен. В ходе сталинских репрессий и депортации были убиты многие старые учёные, из-за чего ЧНИИИЯЛ испытывал большой дефицит кадров. Первые учащиеся Чечено-Ингушского педагогического института выпустились только в 1962 году.
В 1962 году в ЧНИИИЯЛ прошла первая научная конференция по истории региона. ЧНИИИЯЛ выпустил «Очерки истории чеченской литературы» (1961), «Очерк истории чечено-ингушской литературы» (1961, русская версия: 1963), «Очерки истории Чечено-Ингушской АССР» (два тома: 1967 и 1972), а также «Чеченско-русский словарь», «Ингушско-чеченско-русский словарь» и «Чеченско-ингушско-русский словарь».
В 1970-х — 1990-х годах институт располагался в доме Петра Косенко. В институте была обширная библиотека, включавшая в себя большое число уникальных исторических документов. Институтом регулярно издавались «Известия ЧИНИИИЯЛ». В 1975 году институту было присвоен орден «Знак Почета».
В 1991 году после провозглашения Чеченской Республики Ичкерия слово «Ингушский» вновь исчезло из названия. Институт прекратил своё существование в 1995 году после начала первой чеченской войны. Библиотечные фонды института были уничтожены в ходе боевых действий.

## Названия
- 1931—1944: Чеченский научно-исследовательский институт истории, языка и литературы
- 1934—1944: Чечено-Ингушский научно-исследовательский институт истории, языка, литературы и искусства
- 1944—1957: не действовал из-за депортации чеченцев и ингушей
- 1957—1975: Чечено-Ингушский научно-исследовательский институт истории, языка и литературы при Совете министров ЧИАССР
- 1975—1977: Чечено-Ингушский ордена «Знак Почета» научно-исследовательский институт истории, языка и литературы при Совете министров ЧИАССР
- 1977—1988: Чечено-Ингушский ордена «Знак Почета» институт истории, социологии и филологии при Совете министров ЧИАССР
- 1988—1991: Чечено-Ингушский ордена «Знак Почета» научно-исследовательский институт истории, экономики, социологии и филологии
- 1992—1996: Институт гуманитарных исследований Чеченской Республики.

## Руководство
- ????—????: Х. Д. Ошаев[2] / 1930—1934: М. А. Мамакаев[12]
- 1934—1935: З. К. Мальсагов[4][13]
- 1935—1937[4]/1938[3]: С. А. Арсанов
- 1938—1940: ЧИНИИИЯЛ не действовал
- 1940—1944: директор не назначен (и. о.: О. Д. Долаков, М. Д. Чентиева, И. А. Оздоев, Д. Д. Мальсагов)[14]
- 1944—1957: ЧИНИИИЯЛ не действовал из-за депортации чеченцев и ингушей
- 1957—1958: Д. Д. Мальсагов[15]
- 1958—1970[4][14]/1971[2]: А. А. Саламов
- 1970—1972 и 1978—1985: Н. К. Байбулатов[14]
- 1972—1978: С-А. А-Х. Сайнгариев[14]
- 1985—1991: А. А. Манкиев[14]
- 1991—1996: В. Х. Акаев[14]